# Gémeos (Celorico de Basto)

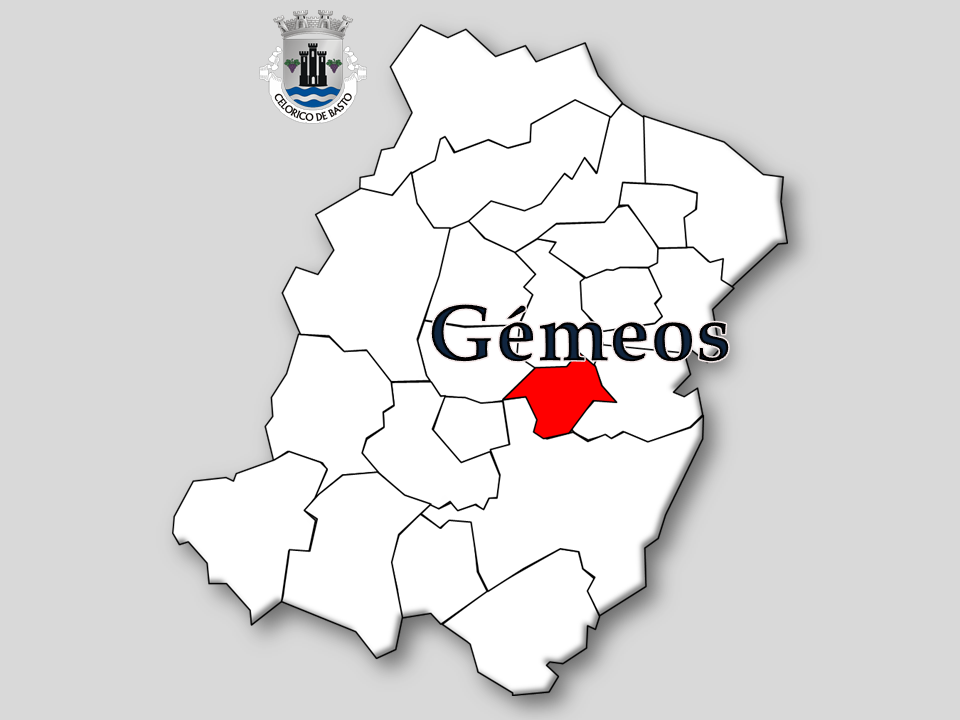
Localização da Freguesia de Gémeos no Município de Celorico de Basto

Gémeos é uma localidade portuguesa do Município de Celorico de Basto que foi sede da extinta Freguesia de Gémeos, freguesia que tinha 4,02 km² de área e 650 habitantes (2011), e, por isso, uma densidade populacional de 161,7 hab/km².
A Freguesia de Gémeos foi extinta em 2013, no âmbito de uma reforma administrativa nacional, tendo sido agregada às freguesias de Britelo e Ourilhe, para formar uma nova freguesia denominada União das Freguesias de Britelo, Gémeos e Ourilhe com a sede em Britelo.
Os lugares principais da Freguesia de Gémeos eram Adoufe, Além do Rio, Além, Alminhas, Areeiro, Boavista, Boques, Bouça, Cancelo, Casas Novas, Corujeira, Eira, Fontainha, Fontão, Igreja, Lage, Lama, Lugar Novo, Loureiro, Moinho do Outeiro, Moinhos da Serra, Monte, Outeiro, Pinguela, Pouso, Quintas, Quintela, Refontoura, Ribeiro da Costinha, Roço, Montedo, Seixo, Sobreiro, São Silvestre, Tapada, Tribudo, Val-de-Maria, Veiga de Adoufe, Vilar e Vinha.

## População
| População da freguesia de Gémeos (1864 – 2011) | População da freguesia de Gémeos (1864 – 2011) | População da freguesia de Gémeos (1864 – 2011) | População da freguesia de Gémeos (1864 – 2011) | População da freguesia de Gémeos (1864 – 2011) | População da freguesia de Gémeos (1864 – 2011) | População da freguesia de Gémeos (1864 – 2011) | População da freguesia de Gémeos (1864 – 2011) | População da freguesia de Gémeos (1864 – 2011) | População da freguesia de Gémeos (1864 – 2011) | População da freguesia de Gémeos (1864 – 2011) | População da freguesia de Gémeos (1864 – 2011) | População da freguesia de Gémeos (1864 – 2011) | População da freguesia de Gémeos (1864 – 2011) | População da freguesia de Gémeos (1864 – 2011) |
| ---------------------------------------------- | ---------------------------------------------- | ---------------------------------------------- | ---------------------------------------------- | ---------------------------------------------- | ---------------------------------------------- | ---------------------------------------------- | ---------------------------------------------- | ---------------------------------------------- | ---------------------------------------------- | ---------------------------------------------- | ---------------------------------------------- | ---------------------------------------------- | ---------------------------------------------- | ---------------------------------------------- |
| 1864                                           | 1878                                           | 1890                                           | 1900                                           | 1911                                           | 1920                                           | 1930                                           | 1940                                           | 1950                                           | 1960                                           | 1970                                           | 1981                                           | 1991                                           | 2001                                           | 2011                                           |
| 673                                            | 740                                            | 785                                            | 728                                            | 805                                            | 842                                            | 765                                            | 797                                            | 827                                            | 733                                            | 661                                            | 694                                            | 651                                            | 626                                            | 650                                            |

## Património
- Igreja Paroquial de Gémeos.

## Pessoas ilustres
- Lopo Gonçalves Bastos, importante comerciante e político que viveu no Brasil, mais especificamente na cidade de Porto Alegre no Rio Grande do Sul.